# The Bear Quartet
The Bear Quartet je indie rocková skupina z městečka Luleå v severním Švédsku. Kapela se dala dohromady v roce 1989 a první desku Penny Century vydala o tři roky později. Ačkoliv jejich desky sklízejí pozitivní kritiky, nikdy se nedostavil větší komerční ohlas. Zpěvák Mattias Alkberg je také básníkem. Vydal 4 sbírky švédsky psané Poezie. Kytarista Jari Haapalainen je poměrně vyhledávaný producent.

## Obsazení
- Mattias Alkberg – vocals, guitars
- Jari Haapalainen – guitars
- Peter Nuottaniemi – bass
- Jejo Perkovic – drums
- Carl Olsson – keyboards

## Diskografie

### Alba
- 1992 Penny Century
- 1993 Cosy Den
- 1993 Family Affair
- 1995 Everybody Else
- 1995 Holy Holy
- 1997 Moby Dick
- 1998 Personality Crisis
- 2000 My War
- 2001 Gay Icon
- 2002 Ny våg (ve švédštině)
- 2003 Early Years (Dvoudisková kompilace raných EP-ček, demonahrávek a nahrávek z radia)
- 2003 Angry Brigade
- 2005 Saturday Night
- 2006 Eternity Now